# Norbert Jers
Norbert Jers (* 1947 in Aachen) ist ein Musikwissenschaftler.

## Leben
Norbert Jers absolvierte eine praktische Musikausbildung in Klavier und Chorleitung. Danach  studierte er Musikwissenschaft, Pädagogik und Archäologie an der Universität Köln. Erste Berufserfahrungen sammelte er beim WDR und im Arno-Volk-Verlag Köln. Darüber hinaus betätigte er sich als Freier Mitarbeiter in Gymnasien, an der Volkshochschule sowie in der  Schallplattenindustrie und Kirchenchorleitung. Von 1980 bis 1983 war Norbert Jers Dozent an der Bischöflichen Akademie des Bistums Aachen. Darauf folgte eine Professur für Musikpädagogik an der Katholischen Fachhochschule Nordrhein-Westfalen. Von 1989 bis 1993 war er Abteilungsleiter und Dekan an der Katholischen Hochschule für Kirchenmusik St. Gregorius in Aachen. Von 2000 bis 2007 hatte er an selbiger Hochschule einen Lehrauftrag für Musikwissenschaft.
Norbert Jers’ musikwissenschaftliche Abhandlungen ermöglichen dem Leser einen umfassenden Einblick in die Musikgeschichte des Rheinlandes.

## Veröffentlichungen (Auswahl)
- Musik – Kultur – Gesellschaft. Interdisziplinäre Aspekte aus der Musikgeschichte des Rheinlands. Verlag Merseburger, Kassel
- Musikalische Regionalforschung heute – Perspektiven rheinischer Musikgeschichtsschreibung. Verlag Merseburger, Kassel